# Liste des sénateurs de la province de l’Équateur
Voici un historique des sénateurs pour la Province de l’Equateur.
La Province de l’Equateur compte 4 sénateurs (Quatre au total). Les sénateurs de l’Equateur sont élus au second degré par l'Assemblée provinciale de l’Équateur.

## Mandature 2019-2024
L'élection des sénateurs a lieu le 15 mars 2019, la validation des mandats se déroule le 5 avril 2019 au siège de Sénat. 
| Prénom Nom Post-Nom          | Sexe | Parti       | Notes           |  |
| ---------------------------- | ---- | ----------- | --------------- |  |
| Moloko Wa Mpombo Edouard     | M    | Indépendant | élu par 7 voix  |  |
| Bongongo Ikoli Ndombo Michel | M    | RIA         | élu par 5 voix  |  |
| Etumba Boyengo Tristan       | M    | ACO         | élu par 4 voix  |  |
| Endungo Bonongo Jose         | M    | G7          | élue par 2 voix |  |